# 东山岛战役 (1953年)
，是1953年7月16日，朝鲜停战协定簽署前，中华民國陆军二级上将、金门防卫司令胡琏率1万多中華民國國軍，突擊福建和广东二省交界处的东山岛。
战斗经历一天，国军未能攻占东山岛制高点，而中国人民解放军增援部队相继抵达。国军被迫撤离。
东山岛战役是国军最后一次反攻大陆的战役，此次战役结果亦标志着国军再没有能力單獨反攻大陆。

## 背景

### 第一次东山岛战役
1950年5月11日，解放军进攻东山岛，经过10个小时的作战，国军第17军寡不敌众被迫撤退。解放军随即占领东山岛。

### 战前部署与策划
此役是美國中央情報局（CIA）的化身—西方公司（Western Enterprises Inc.）計劃的。當時韓戰的最後一場大規模戰役金城戰役正在進行，中情局想以此大規模攻擊行動，牽制中共對朝鮮半島的支援，有利於韓戰停火談判。1939年畢業於西點軍校的「獨眼龍」漢彌頓中校草擬的作戰計劃中包含中華民國陸軍、傘兵支隊、中華民國海軍陸戰隊、政戰人員等，再加上中華民國海軍、中華民國空軍的配合。西方企業公司成員何樂伯（Frank Holober）著書《中國海上突擊隊》（Raiders of the China Coast）記載了此役。先前胡璉指揮的兩場戰役南日島戰役和湄州岛战斗國軍接連獲勝，給了中華民國方面更大的信心。
1953年2月初國防部與西方公司，即開始計劃突擊東山島，原本計畫使用兩個師的兵力，因故延至7月。7月初國防部計劃完成，代號為「粉碎計劃」，由金門防衛司令部成立聯合任務指揮部，由金防部司令胡璉中將擔任指揮官。而中華民國的目的，在於以實戰驗證三軍聯合作戰的能力，尤其是對於傘兵的運用，進行一種實戰測試。
國防部在戰前研判中認為，東山島位於閩粵兩省之間，也是福州軍區與廣州軍區交界之處，行動期間排除廣東四野部隊增援東山島的可能性，而在開戰36小時候後，東山島120公里範圍內，解放軍三野可以增援1萬2千人，如時間延長解放軍將可以動員5萬5千人的部隊。所以，最初的戰術計畫，就是不論成敗以作戰36小時為限，並不會佔領東山島。
东山岛上当时驻守有解放军福建军区公安第80团（欠第三营与第二营第四连）及1个水兵连共1,200人，团长游梅耀是闽西籍老红军，抗战时曾当过陈毅的副官。驻军在岛上构筑了工事，并制定了在东山岛遭到攻击时的增援方案。东山岛为福建沿海最南端的岛屿，是福建省内第二大岛，1950年5月被解放军攻占。

## 戰鬥序列

### 國軍

#### 陸軍
- 第十九軍第四十五師
- 第十八師第五十三團
- 第七十五师一部
- 游擊第四十二支隊
- 閩南地區直屬海上突击第一大隊及第二大隊
- 南海纵队第八中队
- 由游擊傘兵總隊下的2個中隊，1個區隊及1個爆破組，編組成一個空降支隊498人

#### 海軍
- 各式艦艇13艘
- 海軍陸戰隊第一旅所屬一大隊及砲兵、戰車中隊水陆坦克21辆

#### 空軍
- 第二十大隊
- 第五大隊
- 第十一大隊
- 第十二中隊

### 解放軍

#### 東山島
在战役开始时，解放军正规军连同东山县大队民兵在岛上的兵力合计1,200人，编制如下：
- 水兵1團1连
- 公安第80團（欠第三营及第二营第四连，团长游梅耀）
- 东山县公安中队、盐警中队

#### 增援
战役开始后，解放军从内陆动员支援东山岛的部队均被划入步兵第91师指挥，同时第31军军长周志坚亲自坐镇91师指挥所：
- 步兵第九十一师
  - 步兵第二七一、二七二、二七三团（駐海澄、漳浦等地，属九十一师）
  - 步兵第二四四、二四五团（驻泉州，属八十二师）
  - 炮兵第一三一团（駐廈門，第三十一军直属榴弹炮兵团）
  - 步兵第三六五团（駐饶平，属一二二师）
  - 华东军区海军各式武裝機帆船約250艘

## 過程

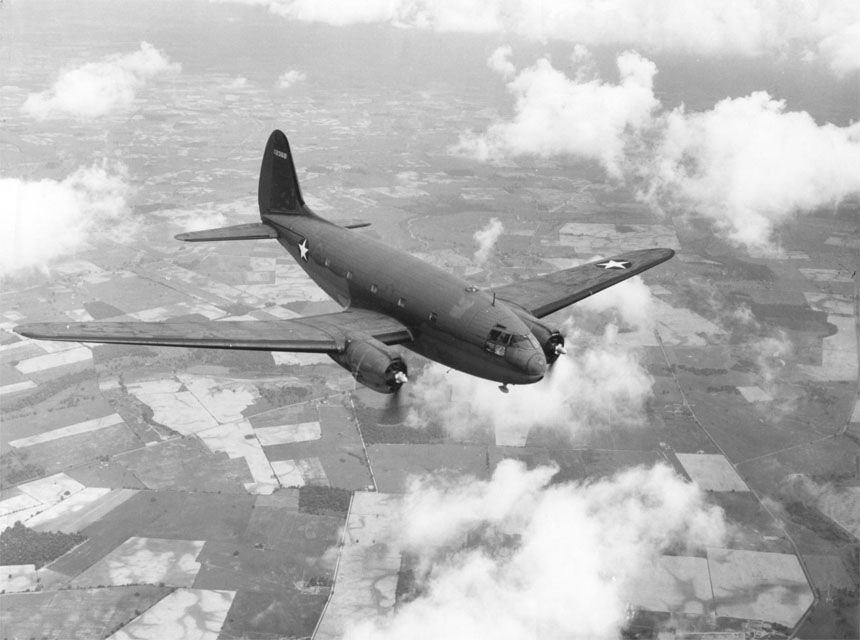
C-46運輸機

### 第一日
國軍閩海兩棲突擊部隊，以掃蕩東山島為目的之突擊行動，在極機密準備完成後，從金門發航:234。7月15日夜，驻金门国军第19军第45师等1万余人从金门出发，驶向东山岛，此前，国军空军炸断了解放军增援东山岛的必经之路“九龙江大桥”，至国军出发之日，国军所得到的报告仍称九龙江大桥并未被解放军修复。
国军航行出料罗湾后被解放军海岸观察哨发现，福建军区遂立刻通知沿海部队做好战斗准备。当晚，九龙江大桥即被民工修复，使得汽车又能顺利通行，此点为胡琏所始料未及。

### 第二日
7月16日凌晨4時至5時，國軍進擊廈門汕頭間東山島，以海軍陸戰隊步兵第1旅第3大隊配屬第135團第3營在蘇峰尖以北实施首波登陆进攻，同時第42支隊則是在蘇峰尖以南進行登陸。在强大的舰炮火力支援下，与解放军守岛部队激战，国军凭借较大的兵力，在坦克的掩护下向东山岛纵深不断推进:234。解放军鉴于国军的猛烈进攻，根据命令改变了原来主力转出岛外的作战方案，转而节节阻击国军，同时向东山岛纵深后撤。至16日上午，岛上解放军全部退守到岛上的制高点公云山410高地，以坚固的即设阵地组织抵抗，固守待援。其间，顶住了国军10次进攻，守住了东山岛上解放军最后的核心阵地。战斗期间，叶飞一直通过躲过国军搜索的东山岛守备部队主机与游梅耀保持联系，从而能够准确掌握敌情，及时指挥战斗，电话中告知游梅耀坚持到上午十点援军可达。16日上午8點30分，国军另一支隊第45師(欠第133團)和前进指挥部開始登陸到岛上，向東山縣城急進。此時，预备队第18師第53團因在金門搭乘商船裝載時，潮汐預估錯誤而無法啟航，延後到午後才抵達登陆场。上午11時後，除了在公雲山（410高地）制高點上的少量解放军守军（仅几十人，重迫击炮几乎全毁，已断水）利用有利地形还在进行小规模的有组织的抵抗之外，国军控制了东山岛的绝大部分。当日，国军成功登陸東山島灘頭並佔領縣城前，出动一個空降支隊由18架C-46運輸機載運傘兵487人空降八尺門，其中除一架C-46因發動機故障，飛抵馬公上空後折返，另一架因脫離機群後無線電故障以致沒有空降傘兵外，其餘皆準時在6點03分抵達東山島空降區，並於6時30分前伞兵空投完畢。
解放军記載第31军在7月16日拂晓得知了国军在东山岛登陆的消息，立即命令驻漳浦以南旧镇机动部队第272团在团长郑克诚率领下前往增援，5点50分，战斗刚刚打响，先头部队就已坐上军车出发了。其余指战员则急行军到交通要道，向来往的客车、卡车叫停。一时间，通往东山岛的各交通要道上，不同型号、颜色各异的轿车、公交车、卡车纷纷加入军车行列，向东山岛方向进发。在国军登陆过程中，由于码头处于在制高点上的解放军守军重迫击炮的射程之内，损失了部分运载兵员的舰船。除了解放军核心阵地外，以八尺门地区的战斗尤为激烈，因为八尺门是解放军增援部队增援东山岛的必经渡口，一旦被国军控制，解放军援军即使赶到，也在短时间内无法渡海登岛增援。解放军方面当时驻守八尺门的为1个水兵连不足100人，当国军登陆后，水兵连中多数人正在掩护东山岛上的解放军机关干部登船向大陆撤退。当日，国军向八尺门地区空降了425名伞兵，当国军开始空降时，八尺门地区仅剩下水兵连连长和6名士兵，国军现在200米低空投下部分伞兵。水兵连长发现之后，立即带领6名士兵从仓库中取出4挺轻机枪对空进行射击，击死击伤部分跳伞国军，同时迫使国军飞机拉高至1000米，进行高空空投，导致了国军伞兵飘落时间延长，空降范围扩大，空降后分散，同时在空中成为了解放军地面部队的活靶子。空降后一个小时，国军伞兵才被组织起来投入战斗。解放军八尺门地区部队在国军伞兵空降后处于混乱之机，集合了水兵连队伍，同时集合了一些民兵，抢占临时工事，准备抗击国军空降部队。国军空降部队集合完毕后，利用兵力火力优势向解放军发起进攻，水兵连且战且退至渡口，凭借码头的围墙作为屏障继续阻击国军，使国军3个小时尚未攻占八尺门，为解放军增援部队的到达争取了时间。解放军增援部队中，驻漳浦县旧镇隸屬3野的31军272团行动最快，16日上午9时，272团率先到达八尺门。紧接着，解放军步兵第365团和步兵第244团也抵达东山岛。解放军先头营登陆后，立即向渡口地区的国军伞兵发起攻击，将其大部分歼灭。
国军方面对于八尺门的空降作战的记载，稱國军参战伞兵后来回忆空降著陸後的四小時傘兵士氣如虹，一鼓作氣攻克八尺門渡口，只是原本要炸毀的活動浮橋已經被撤回到大陸那一邊了。傘兵空降後的第一任務是炸掉八尺門的橋梁，但是傘兵下來看不到橋，這是情報失誤，原來他們用的是臨時浮橋，它可以隨時搭建。对伞兵的重大损失分析为解放軍重兵增援登陆、火力全開打過來時，輕裝的傘兵再也不能抵擋，只好且戰且走，但沒到達被「圍殲」的地步。等到與友軍會師後，剩餘傘兵又全被充為預備隊，原本已經血戰一晝夜的傘兵官兵未得充分休息，就被指派投入增援圍攻410高地（東山島中央最高點）的戰鬥，在解放軍機槍火網掃射下，一批又一批傘兵冒死仰攻山頭，這或許才是使傘兵傷亡殆盡的主要原因。随后，解放军增援部队通过八尺门渡口源源进入东山岛。

### 第三日
解放军方面記載，7月17日凌晨，解放军第31军第272团全部登陆东山岛，第28军和第41军先头部队也已经登上东山岛。解放军守岛部队与增援部队会师后，四位团长召开会议，游梅耀决定不等增援部队全部到达就发起反击，战斗开始向有利解放军的方向发展。而解放军登陆增援的部队也发现国军开始出现动摇，也在兵力还不占优势的条件下立即向国军发起进攻。17日，解放军31军军长周志坚率91师指挥所上岛，一夜之间，双方力量对比彻底转变。到7月17日上午，国军见预定作战目标已经不能达成，遂决定收缩兵力。临近中午，解放军各部队向国军发起全面进攻，重新夺回东山岛主控权。解放軍表示，国军傘兵精銳死傷慘重，倉皇撤退時又留下一些傘兵未能帶回金門。由于当时没有海空军力量支持，解放军无法拦截国军从海上撤退，至17日黄昏，解放军歼灭了国军掩护部队，取得东山岛战役的胜利，成功守住东山岛。
國軍方面記載，7月16日12時許，胡璉將軍率領部分參謀登上東山島與第19軍軍長陸靜澄會晤討論當面敵情。隨著解放軍的迅速增援，以及胡琏认为突擊作戰的任務已經達成下，在17日清晨6時柯副指揮官親送撤退命令給陸靜澄軍長，指示部隊利用12時最低潮的時機順勢撤退。11時各部隊轉移至登陸區進行撤退，其中第134團在由霞湖撤退時遭到解放軍由410高地的不斷襲擊，無法順利脫離，以致抵達海灘時，潮汐已變，部分官兵不得不泅水登艦，加重損失。而擔任掩護作戰的第135團，与解放军激烈交战，且戰且走，因通訊設備遭破壞，遲至傍晚6時許才與指揮部取得連繫，利用艦砲的掩護下脫離追擊的解放軍。:234国军主力至18日凌晨3時才最终完成撤退任務，撤回金门。

## 戰果
中国人民解放军稱此役歼敌3,379人（俘敌715人）、炸毁坦克兩辆、击沉登陆舰三艘、击落飞机兩架，解放军則伤亡1,250人（包含民兵等）。
中華民國國軍稱此役擊斃及擊傷解放軍2,000人，俘虜480人，另外還摧毀軍車五輛、彈藥及糧庫多座、機帆船七艘和山砲八門。国军登陸部隊官兵共9,603人，其中受傷811人，陣亡831人，失蹤92人，合計傷亡总共1,734人，佔登陸部隊总数的18%。
因為國軍在時限內無法攻占410高地，所以從突擊作戰的角度算是失敗。

## 国军檢討
胡璉認為自己忽視了廈門島雲頂巖、海澄县南太武山可以用望遠鏡監視金門南岸，因此國軍並非奇襲，解放軍已有準備。其次傘兵降落地點，應該明確指定「降落於東山島的西埔周圍」，不應該說成「在西埔與八尺門間擇要降落」。傘兵一降落在八尺門，陸海空軍就不得不配合。胡琏被批評，傘兵運用不當，傷亡過大。此外，在當初計畫中假定四野不會跨區援助三野的部隊，事後檢討起來也是一種誤判。游擊傘兵總隊總隊長顧葆裕中將則被撤換。
戰場揮官三大法寶：親上第一線、火力支援、以及動用預備隊。戰役期間，胡璉於灘頭陣地鞏固後親自登島，並親自前進東山縣城第一線鼓舞士氣，惜未能適時調整部署，調動陸戰隊登陸戰，支援第一線戰鬥，甚至搶進八尺門與傘兵支隊會師，擴大登陸後的戰果。
對於傘兵運用的缺失有以下數因：
1. 兵力近一大隊，卻沒有派出大隊長指揮，反而是以副大隊長李厚圻少校，擔任「空降支隊」指揮官，而李少校的指揮經驗不足，被認為是傘兵指揮失當的原因。
2. 傘兵採用美軍過時的裝備(槍筒)與教範，將人與武器、彈藥分離，迫砲和砲彈分離，地空通話無線電主機與天線分離，造成傘兵著陸後人找不到武器，有武器卻沒有砲彈等等紊亂的情形。
3. 沒有採用800呎戰鬥高度跳傘，反而是用一般訓練高度1200呎跳傘，因為跳傘高度高，傘兵著陸後分散太遠，集結不易。
4. 臨時編裝後的訓練不足，尤其對於空降時很容易分散的傘兵，如果部隊間默契不夠就無法有效的集結。而友軍對於傘兵運用也沒有概念，甚至發生空軍戰鬥機誤擊自己傘兵[20]。時任陸軍排長，後來官拜空降特戰司令部司令的王政乾將軍回憶，尤其地面布板擺設錯誤，導致空軍對己方部隊展開炸射。

## 解放军总结
叶飞于7月23日，向华东军区、中央军委报告东山战斗情况时：“我们这次为什么能打得好，首先是前线指挥官不机械执行命令，照当地战斗情况需要，下决心打，不撤。前线指战员的极端坚强，这是国民党军队所学不到的……东山战斗解决了我们一个问题：敌人随时可能集中绝对优势兵力来侵犯我们，我们能不能顽强地抵抗？南日岛的失败是一个连没有能坚持到晚上。敌人一开始来是集中的，我们是从分散到集中，东山这个部队能够坚持，证明完全可以用少数部队依靠地形抵抗强大优势敌人，争取主力增援消灭敌人。这个结论，文章由边防八0团来做，做得很好。” 
陈毅说：“东山战斗胜利的意义不在于战果数量多少，而在于把敌人的计划彻底粉碎，不仅是军事上的很大胜利，而且是政治上的很大胜利。”
毛泽东对东山战斗总结报告评价为：“东山战斗不光是东山的胜利，也不光是福建的胜利，这是全国的胜利。” 并致电叶飞：“你们头脑要冷静，不要轻敌，现在美帝蒋介石就是看中你们福建。”“我们还要准备比东山更大规模的战斗，把敌人消灭在水上。陆上来了，消灭他在陆地上，不要怕。”

## 影響

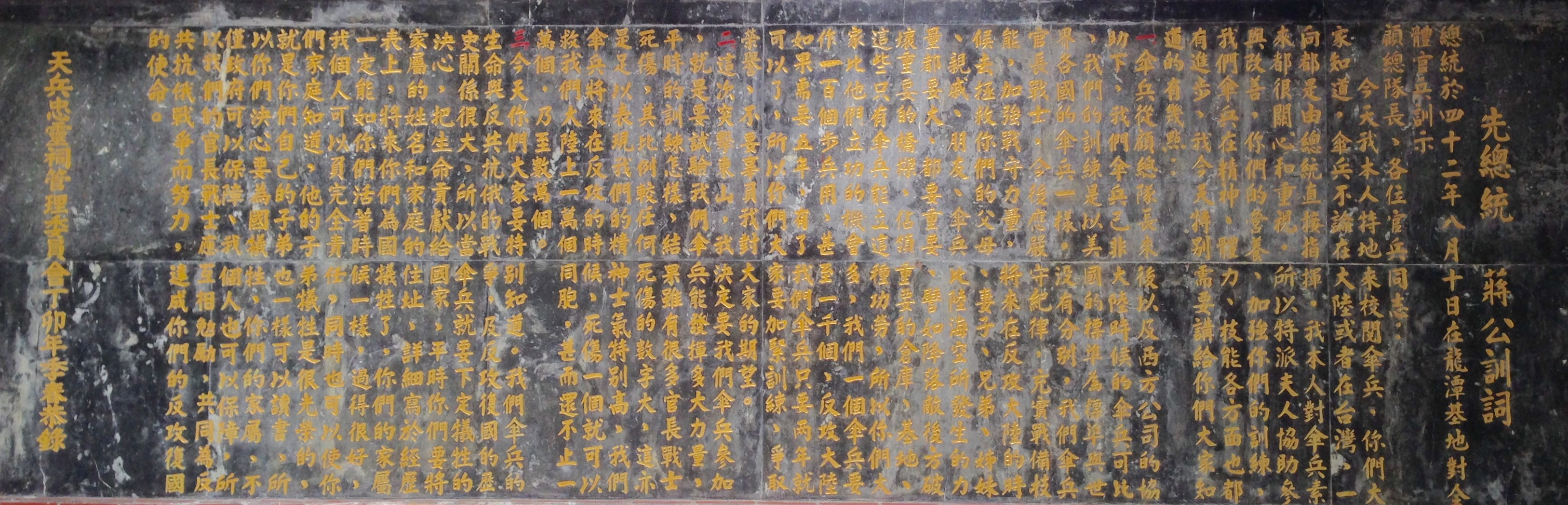
攝於天兵忠靈祠，碑文為1953年8月10日蔣中正在龍潭基地對傘兵的總統訓詞，談及東山島戰役，說雖然傘兵傷亡數字很大，但亦表示精神士氣特別高。

東山島一役號稱“解放军版本的金门古寧頭战役”，指挥官葉飛一雪南日岛战役之耻，總結出挖掘工事坚守與機動增援的沿海防禦戰術。兩年後，解放軍發起三軍協同作战攻佔一江山島。
國軍在此次戰役損失不貲，蔣中正此後不再派出编制部队反攻大陆。隨著解放軍換裝蘇聯的米格15噴射戰鬥機，國軍主力P-51與P-47螺旋槳戰鬥機不再具有優勢。不過，經此次實戰驗證後，國軍形成了大規模傘兵運用於三軍聯合作戰的戰術經驗，並設計出國光計畫等在重新掌握空中優勢後的全面反攻大陆計畫。然而随着时局的变化，國軍最終也沒有進行大規模突擊作戰。

### 引用
1. ↑  .   [2023-11-19]. （原始内容存档于2023-11-19）.
2. 1 2 3 4 5 6  劉忠勇 2013.
3. ↑  Li 2012，第106頁.
4. ↑  Holober 1999.
5. ↑  空降戰史，第219頁.
6. ↑  空降戰史，第229頁.
7. 1 2 3 4  徐焰 2011，第112頁
8. ↑  . 中國文物報. 2014-02-14.
9. ↑  漆高儒. . 台北: 傳記文學出版社. ISBN 9578506074. 共軍侵據東山後，我閩南陸上游擊隊及閩海游擊隊經常向該島發動突擊，島上共軍始終未能安枕。
10. ↑  漆高儒. . 台北: 傳記文學出版社. ISBN 9578506074. （國軍）一舉登陸成功。
11. ↑  徐焰 2011，第112-113頁.
12. ↑  徐焰 2011，第114頁.
13. ↑  空降戰史，第243頁.
14. 1 2 3 4 5 6  徐焰 2011，第113頁.
15. 1 2  空降特戰論壇-參戰人員回憶
16. ↑  頭條文史工作室 東山島的蒲公英（二）參戰人員訪談
17. ↑  漆高儒. . 台北: 傳記文學出版社. ISBN 9578506074. 至十七日黃昏後，任務完成
18. ↑  空降戰史，第253頁.
19. ↑  胡璉. . 黎明文化事業. 1976.
20. ↑  空降戰史，第257頁.
21. ↑  周丽霞. . 吉林出版集團. 2009年12月: 198  [2022-04-25]. ISBN 9787999170075. （原始内容存档于2022-07-01）.
22. ↑  . 中新网.   [2022-11-22]. （原始内容存档于2022-11-22）.
23. ↑  . 卫视_凤凰网.   [2022-11-22]. （原始内容存档于2022-11-22）.

### 來源
- 朱宗震; 汪朝光. . 集装本 第一版. 北京: 社会科学文献出版社. 2000年. ISBN 978-7-80149-207-4.
- 张平. . 平装本 第一版. 北京中国青年出版社. 1987年. ISBN 978-7-5006-0081-7.
- 空降特戰司令部 (编). . 實踐學社. 1959年. OCLC 848547202.
- 解力夫. . 集装本 第一版. 石家庄: 河北人民出版社. 1990年. ISBN 978-7-202-00733-4.
- 中国人民政治协商会议安徽省委员会文史资料研究委员会编 (编).  第一版. 合肥: 安徽人民出版社. 1987年. ISBN 978-7-212-00007-3.
- 李作民.  第一版. 北京中共党史出版社. 2004年. ISBN 978-7-80199-029-7.
- 王幸生; 张敬山. . 集装本 第一版. 北京解放军文艺出版社. 2001年. ISBN 978-7-5033-1351-6.
- 黄友岚.  第一版. 北京档案出版社. 1992年. ISBN 978-7-80019-338-5.
- 刘武生.  第一版. 北京中央文献出版社. 1993年. ISBN 978-7-5073-0074-1.
- 唐义路; 毕建忠.  第五卷 第一版. 北京军事科学出版社. 1997年. ISBN 7801370953.
- 徐焰, , 遼寧人民出版社, 2011年, ISBN 9787205069421
- 劉忠勇. . 經綸天下出版社. 2013-07-01: 224  [2023-05-27]. ISBN 978-9-86-870394-0. （原始内容存档于2023-05-27） （中文（繁體））.
- Holober, Frank.  [中國海岸突擊隊]. Civil War in the West 1st. US Naval Institute Press. January 1999. ISBN 155-750-388-5 （英语）.
- Li, Xiaobing, , ABC-CLIO, 2012年8月3日